# Desktop color separation
Desktop Color Separation (DCS) — формат даних, у якому можуть запам'ятовуватися кольороподілені багатобарвні ілюстрації.
При цьому ілюстрація розділяється по окремих файлах на CMYK і спеціальні фарби. DCS-формат складається з файлів для кольороподілених фотоформ і файлів Grobdaten для перегляду і видачі пробного відбитку. DCS є варіантом EPS-формату.